# Dörscheid
Dörscheid est une municipalité du Verbandsgemeinde Loreley, dans l'arrondissement de Rhin-Lahn, en Rhénanie-Palatinat, dans l'ouest de l'Allemagne.

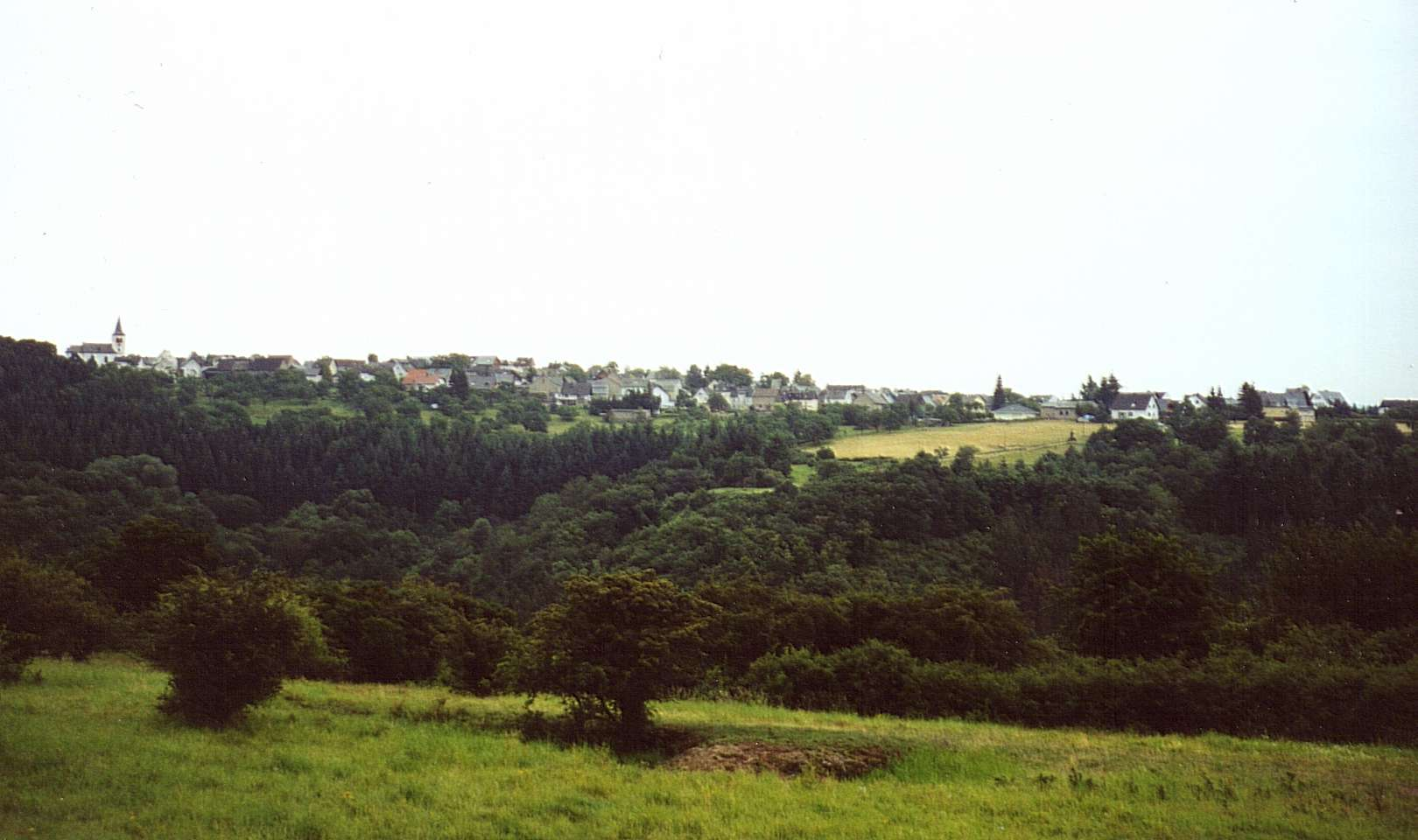
Village de Dörscheid
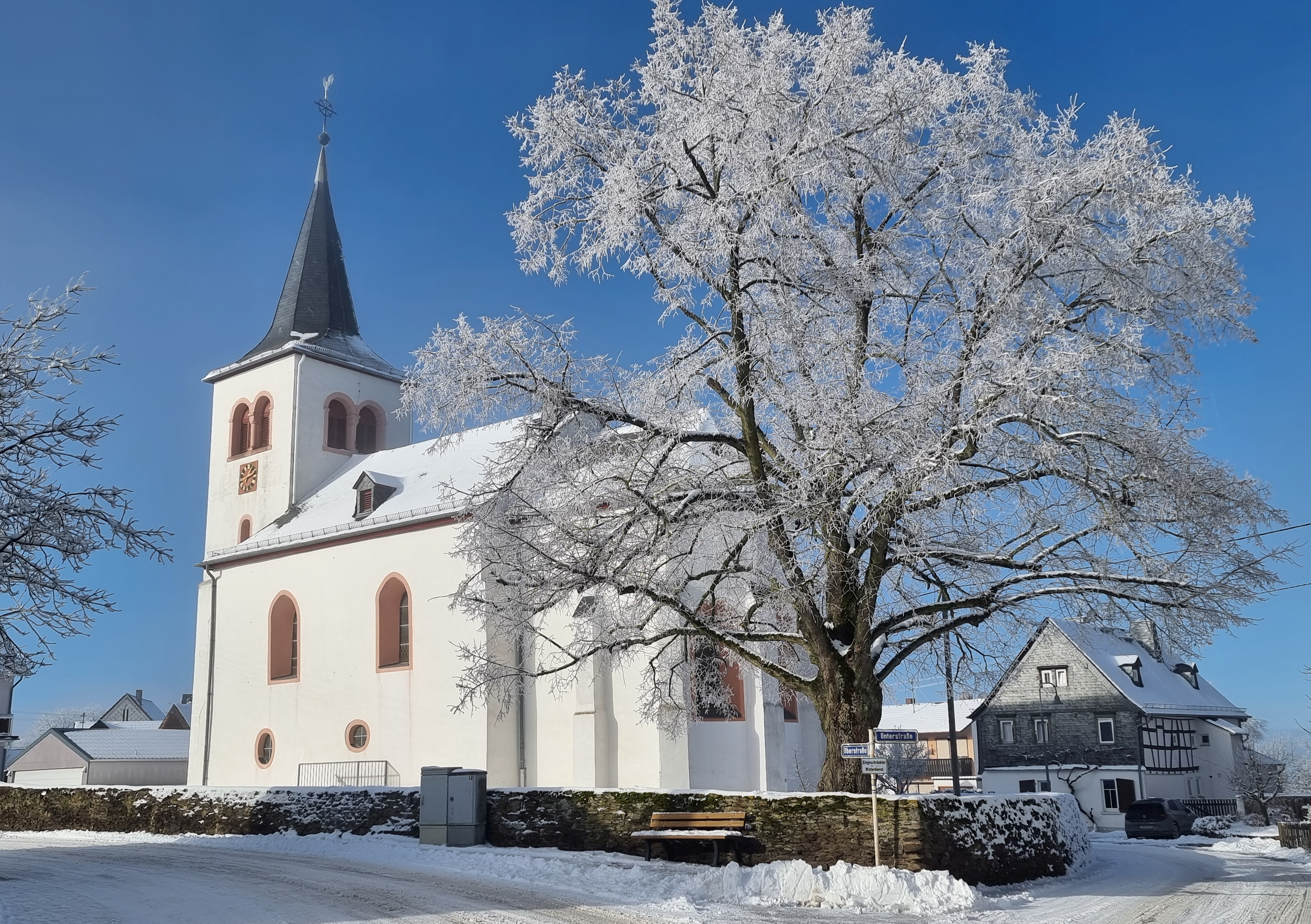
Église de Dörscheid